# محمد شيخو
محمد شيخو (9/3/1989- 1948) ملحن ومغني سوري، ولد في قرية (خجوكي)إحدى قرى ريف القامشلي، يعتبر من رواد الأغنية القومية الكردية، تتلمذ في الموسيقى على أيدي الفنانيين حسن توفو وخليل ايزيدي، وفي عام 1970 ذهب إلى بيروت لدراسة الموسيقى، كانت انطلاقته الحقيقية مع «لجنة الفن الكردي في لبنان» قدم العديد من الأغاني القومية والثورية تأثر بكبار الشعراء الكرد وغنى لهم أمثال: ملاي جزيري وجكر خوين. كذلك غنى بعض الأغاني الطربية باللغة العربية أثناء تواجده في لبنان

## حياته
درس المرحلة الابتدائية في قرية خجوكي، والاعدادية في القامشلي، بالإضافة إلى تلقيه العلوم الدينية في القرية، كذلك درس آداب اللغة الكردية خلال المساقات السرية التي كانت تقيمها الأحزاب الكردية، في عام 1965 تعرض لمرض في عينه واصيبت عيناه بالنقص مما ادى إلى اعفائه من خدمة العلم في سوريا، وبسبب صعوبة الحياة وسوء أوضاع عائلته المالية بالإضافة إلى مرضه ترك الدراسة (أكمل دراسته لاحقاً) وعاد إلى القرية للعمل بالفلاحة مع اهله، ولعمله في الزراعة وفلاحة الأراضي تجول في قرى عديدة بمحيط القامشلي، تعرف في قرية “خربي كرما” على الفنانين خليل يزيدي وحسين طوفي وحليم حسو حيث رافقهم محمد شيخو إلى العديد من الحفلات والامسيات آن ذاك وتتلمذ على أيديهم، تلك المرحلة صقلت تجربته الغنائية، وحولته من هاوٍ للغناء إلى مغننٍ رصين.

## بيروت

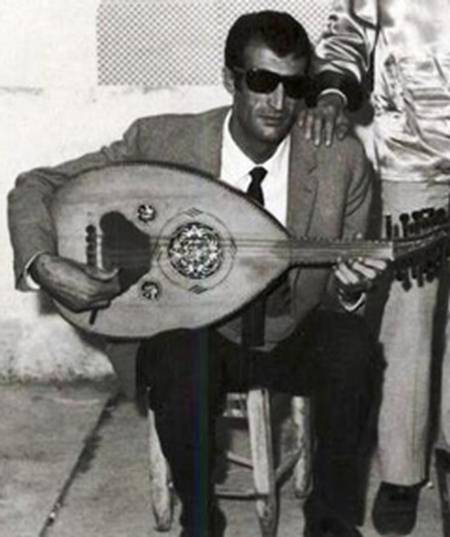
محمد شيخو في لبنان

في عام 1970 ذهب إلى بيروت لدراسة الموسيقى، وفي ذلك العام كانت كردستان العراق تعيش مرحلة جديدة، حيثُ كانت الثورة الكردية على أشدها، ولاجل دعم ثورة كردستان العراق قامت لجنة الفن الكردي في لبنان بالتعاون مع فنانين امثال (محمد شيخو، سعيد يوسف، رفعت داري، عزالدين تمو، محمود عزيز شاكر، شيرين برور ورمضان نجم اومري) باحياء العديد من الحفلات والامسيات الغنائية. وفي حفلة صالة سينما ريفولي عام 1972 بحضور رئيس الوزراء اللبناني الأسبق صائب سلام قدم محمد شيخو ولاول مرة بعض اغانيه على مسرحٍ كبير، واصبح عضواً في اتحاد فنانين لبنان، وتعرف على العديد من الفنانين اللبنانيين الكبار امثال نصري شمس الدين، فيروز، وديع الصافي، عاصي الرحباني وسميرة توفيق.
ومع نشوب الحرب الأهلية في لبنان غادرها عائداً إلى سوريا

## بغداد وكردستان العراق
في عام 1972 سافر إلى بغداد بغرض إحياء حفلة فنية، وقام بتسجيل بعض أغانيه في القسم الكردي في اذاعة بغداد، ثم زارها مجددا في عام 1973 وكان القسم الكردي في اذاعة بغداد وتلفزيزن كركوك يبثان أغانيه على الدوام وذلك ما ساهم في نيله شهرة واسعة بين الكرد في كردستان العراق. وفي تلك الفترة عقد صداقات مع العديد من الفنانين في كردستان العراق امثال شمال صائب، كولبهار، تحسين طه، محمد عارف جزيري، عيسى برواري، وكذلك العديد من الشعراء والشخصيات المثقفة وغنى من قصائد الشاعر بدرخان سندي، سكفان عبد الحكيم، خلف زيباري ومصطفى الاتروشي. ونفس العام التقى مع الزعيم الملا مصطفى البارزاني وكرمه وقدم له علم كردستان تقديراً لفنه ووطنيته.

## الألبوم الأول والرحلة إلى كردستان إيران
في عام 1974 عاد إلى سوريا وسجل أول ألبوماته في دمشق باسم “گەوري Gewrê ” والذي تضمن ثمان أغاني قومية وعاطفية وبسبب مضمون اغانيه القومية تعرض للملاحقة من قبل الأجهزة الأمنية السورية فاضطر إلى الهرب ومغادرة سوريا إلى كردستان العراق والالتحاق بصفوف البيشمركة في جبال كردستان العراق.
بعد اتفاقية الجزائر عام 1975 وانكسار الثورة الكردية ذهب مع فيالق من البيشمركة إلى كردستان ايران واقام في معسكر ربت [1] واصبح لاجئاً وشكل فرقة فنية من جرحى المعسكر، وزار مدينة مهاباد وسجل فيها ألبومه الثاني واحدى أهم أعماله (أي فلك Ey Felek) وألبوماً أخر باسم (من مهاباد منبع دماء الشهداء) وبسبب مضمون اغانيه السياسية والقومية تدخل السافاك الايراني وطالبه بالكف عن الغناء، وتم نفيه إلى مدينة كردية بالقرب من بحر قزيون على حدود اذربيجان، وهناك تعلم اللغة الفارسية، وهناك قام بتدريس اللغة العربية في إحدى المدارس الثانوية.

## زواجه

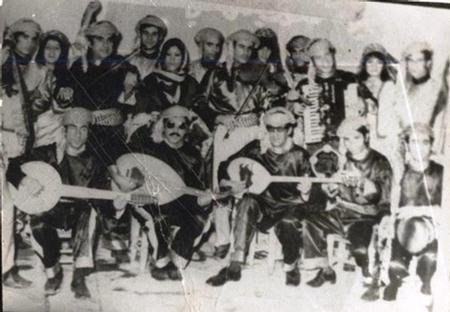
فرقة محمد شيخو الفنية في كردستان ايران

أثناء تدريسه في المدرسة إغرم محمد شيخو بطالبته نسرين حسين ملك إلى حد العشق وغنى لها اغنيته المشهورة (نسرين Nisrîn) وهي ابنة أحد زعماء بشمركة جمهورية مهاباد، وتزوجها رغم المعوقات القانونية ومضايقات الأمن الإيراني لهم، وأنجبا أربعة اولاد، فلك، إبراهيم، بروسك وآخر توفى اسمه بيكس.
بعد قيام الثورة الإسلامية في إيران، وبتهمة الشيوعية احيل محمد شيخو إلى محاكم الحرس الثوري، وتمة تبرئته لاحقاً، وبعد صدور عفوٍ عنه في سوريا تنقل بين السفارة السورية في طهران والدوائر الإيرانية حتى عاد برفقة عائلته إلى مدينته القامشلي.

## العودة الأخيرة
في عام 1983 عاد إلى سوريا واقام في مدينة القامشلي، أسس فرقة موسيقية وقام بتدريس دورات موسيقية وسجل آخر أعماله عام 1986، وفي عام 1987 فتح محل وإستديو تسجيلات باسم فلك ومن جديد تدخللت السلطات السورية واغلق محله بالشمع الاحمر نظراً لما تحمل اغانيه ومحتويات محله الطابع القومي، وفجأة اصيب بمرض ادخل على اثرها المستشفى الوطني بالقامشلي وتوفي في التاسع من آذار عام 1989 وإقيمت جنازته بمشاركة شعبية واسعة لا نظير لها في مدينة القامشلي وعلى صدى آخر اغانيه (عندما اموت، ايها الاحياء، لا تدفنوني، مثل الجميع، كل اذار، ايقظوني) دفن في مقبرة الهلالية.

## روابط خارجية
- محمد شيخو على موقع ميوزك برينز (الإنجليزية)
- محمد شيخو على موقع ديسكوغز (الإنجليزية)